# エア・アルバニア
エア・アルバニアはアルバニアのフラッグキャリア。 拠点となるハブ空港と本社の所在地は、アルバニアの首都ティラナにあるティラナ国際空港。

## 歴史

### 初期
アルバニアのフラッグキャリアだったアルバニア航空は、2011年11月11日にアルバニア政府が運航許可を取り消したため、運航できなくなった。
アルバニアのエディ・ラマ首相は2017年3月30日、ターキッシュエアラインズと提携してアルバニアに航空会社を設立する計画を発表した。さらに、2017年5月8日、アルバニアを拠点とする航空会社がトルコのレジェップ・タイイップ・エルドアン大統領の支援を受けて設立準備途中であると発表した。
2018年5月16日、アルバニア政府とトルコ政府が主導して設立された。創設に関わったターキッシュ エアラインズが、株式49.12%を所有している。残りの50.88%のうち、アルバニア政府が所有する企業であるAlbcontrolが約10%、アルバニアの非公開企業であるMDN Investmentが約41%の株式を保有している。アルバニア当局は、2018年9月に航空会社の設立、運行開始を許可し、ターキッシュエアラインズからリースされた エアバスA319を使用して運行を開始した。
ターキッシュ エアラインズは、設立に3,000 万ドルを出資した。さらに、2018年5月16日、アルバニア政府は、官民パートナーシップに参加するために、ティラナ国際空港が建設された土地の管理をアルブコントロールに譲渡したが、アルバニアは欧州連合への加盟プロセス中に署名した安定化および連合協定に違反した可能性がある。

### 2020年以後の動向
欧州連合航空安全機関(EASA)は、2020年5月8日にエア・アルバニアに第三国運航会社(TCO)証明書を付与し、アルバニアと欧州連合間のフライトを運航することを許可した。2021年9月、初めて航空機を自社導入した。
2022年9月9日、アルバニア当局は、必要な書類を提出しなかったため、営業許可を停止した。2022年9月14日、アルバニア当局は、必要なすべての書類を提出したため、ビジネスライセンスを再許可した。

## 就航空港
エア・アルバニアは以下の空港に就航している。
| 国                     | 都市                             | 空港                                   | 参照          |
| ---------------------- | -------------------------------- | -------------------------------------- | ------------- |
| アルバニア             | ティラナ                         | ティラナ国際空港                       |               |
| アルバニア             | クケス                           | クケス国際空港                         |               |
| オーストリア           | ウィーン                         | ウィーン国際空港                       | [ 12 ]        |
| ベルギー               | ブリュッセル                     | ブリュッセル空港                       | [ 12 ]        |
| ドイツ                 | デュッセルドルフ                 | デュッセルドルフ空港                   | [ 13 ]        |
| ギリシャ               | アテネ                           | アテネ国際空港                         | [ 12 ]        |
| イタリア               | ベルガモ                         | ベルガモ・オーリオ・アル・せーリオ空港 | [ 12 ]        |
| イタリア               | ボローニャ                       | ボローニャ・ボルゴ・パニゴーレ空港     | [ 14 ]        |
| イタリア               | ミラン                           | ミラノ・マルペンサ空港                 | [ 15 ]        |
| イタリア               | ピサ                             | ピサ国際空港                           | [ 14 ]        |
| イタリア               | ローマ                           | フィウミチーノ空港                     | [ 16 ]        |
| イタリア               | ヴェネツィア                     | トレヴィーゾ空港                       | [ 17 ]        |
| イタリア               | ヴェローナ                       | ヴェローナ・ヴィッラフランカ空港       | [ 14 ]        |
| スイス フランス ドイツ | バーゼル ミュルーズ フライブルク | ユーロエアポート・バーゼル             | [ 18 ]        |
| スイス                 | ジュネーヴ                       | ジュネーヴ空港                         | [ 19 ]        |
| トルコ                 | アンカラ                         | アンカラ空港                           | [ 20 ]        |
| トルコ                 | アンタルヤ                       | アンタルヤ空港                         | [ 21 ]        |
| トルコ                 | イスタンブール                   | イスタンブール空港                     | [ 15 ] [ 22 ] |
| トルコ                 | イズミル                         | アドナン・メンデレス空港               | [ 23 ]        |
| イギリス               | ロンドン                         | ロンドン・ガトウィック空港             | [ 12 ]        |

ターキッシュエアラインズの支援を受けて運航している。

## 保有機材

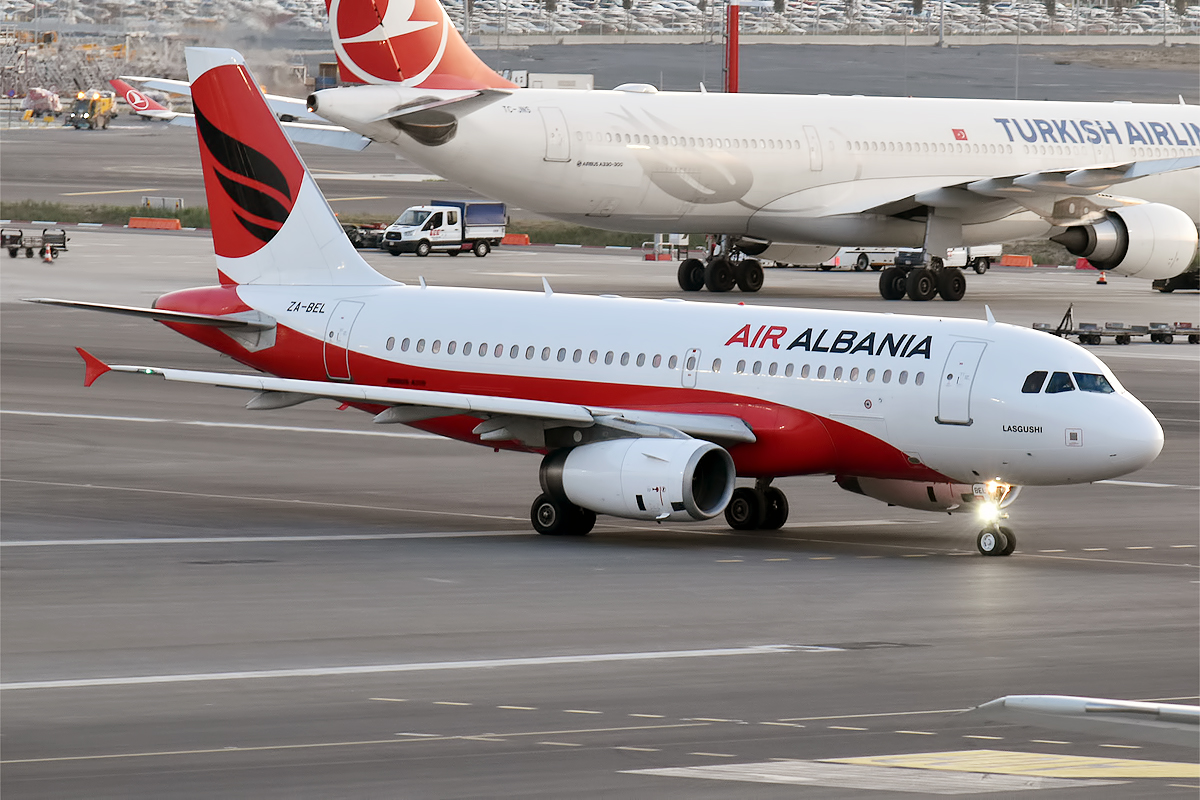
Airbus A319-100

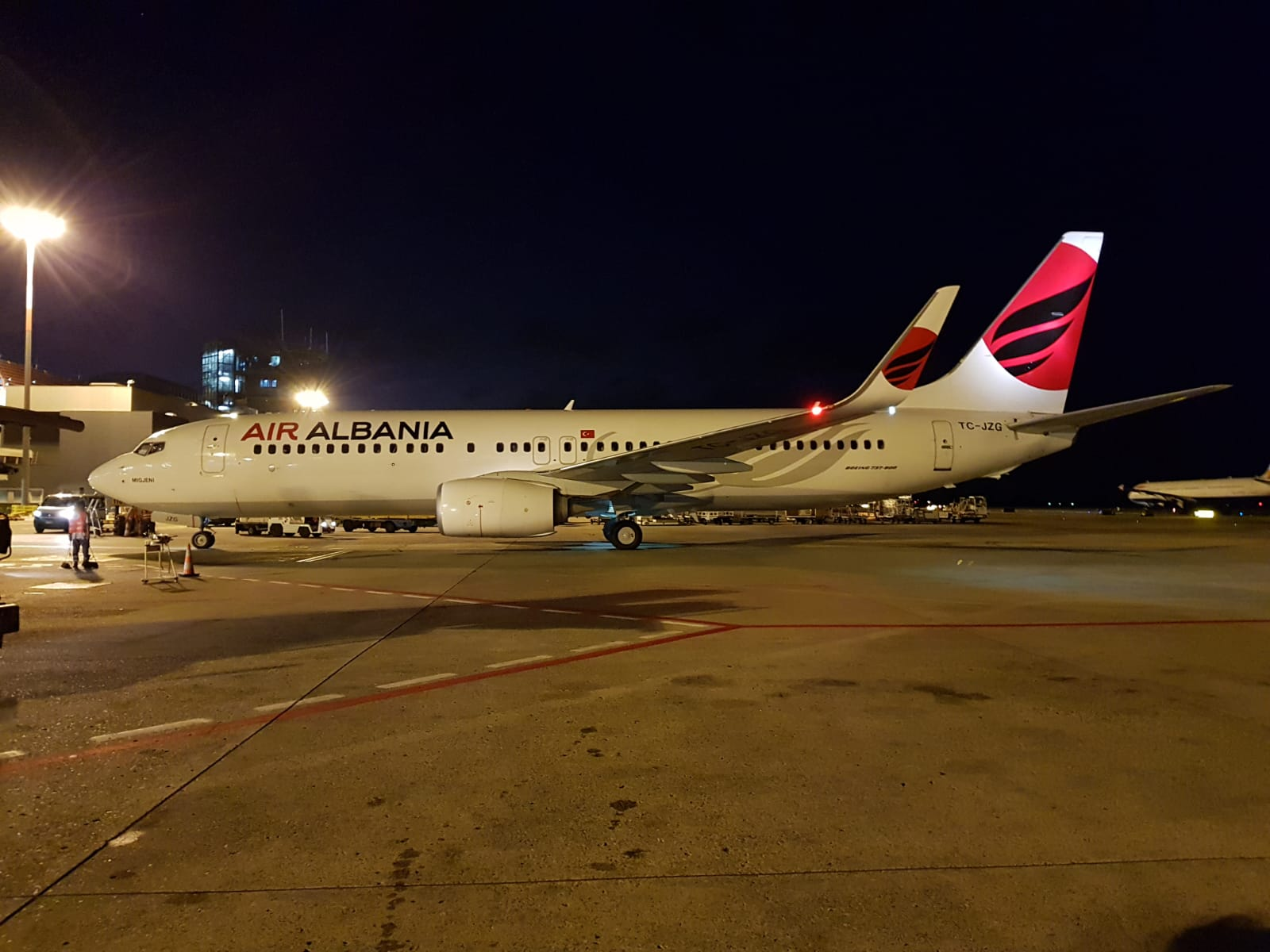
Boeing 737-800

### 現在の保有機材
| 機種              | 保有数 | 発注数 | 客席数 |
| ----------------- | ------ | ------ | ------ |
| エアバスA320-200  | 3      | —      | 180    |
| ボーイング737-800 | 1      | —      | 189    |
| 合計              | 4      | —      |        |

### 過去の導入機材
過去には以下の機材を運航していた。
- エアバスA319-100 (ターキッシュエアラインズからのリース導入)[27]

### 航空機への命名
ラスグシ(エアバスA319-100)、ミジェニ(エアバスA320-200)、フィシュタ(エアバスA320-200)など、アルバニアの文化と社会に貢献したアルバニア人にちなんで航空機に名前を付けている。